# Demochares cristulatus
Demochares cristulatus är en insektsart som först beskrevs av Carl Stål 1878.  Demochares cristulatus ingår i släktet Demochares och familjen gräshoppor. Inga underarter finns listade i Catalogue of Life.